# Ilex kusanoi
Ilex kusanoi är en järneksväxtart som beskrevs av Bunzo Hayata. Ilex kusanoi ingår i släktet järnekar, och familjen järneksväxter. Inga underarter finns listade i Catalogue of Life.